# Xã Tremont, Quận Tazewell, Illinois
Xã Tremont (tiếng Anh: Tremont Township) là một xã thuộc quận Tazewell, tiểu bang Illinois, Hoa Kỳ. Năm 2010, dân số của xã này là 2.641 người.